# Haltenberger Mihály
Haltenberger Mihály Hugó (Kassa, 1888. szeptember 2. – Budapest, 1972. február 4.) geográfus, egyetemi tanár. A Szent István Akadémia tagja (1931).

## Életpályája
Egyetemi tanulmányait Budapesten (1906–1908), majd a németországi Greifswaldban (1908–1910) végezte; 1911-ben ott doktorált. 1910-ben tanárjelölt volt a Budapest, II. kerületi katolikus főgimnáziumban. 1911–1913 között a miskolci gimnázium tanára volt. Közben Olaszországban és a svájci Alpokban járt tanulmányúton. 1912–1913 között ösztöndíjasként az USA-ban W. M. Davis tanszéken dolgozott. 1914–1916 között a lőcsei gimnázium oktatója volt. 1916–1918 között a budapesti polgári fiúiskola és felsőkereskedelmi leányiskola rendes tanára volt. 1918-ban egyetemi magántanári képesítést szerzett. 1918-tól a Pázmány Péter Tudományegyetem magántanára volt. 1918–1934 között a budapesti Szilágyi Erzsébet Leánygimnázium és a Ráskai Lea Leánygimnázium rendes tanára, majd igazgatója volt. 1922–1927 között a Magyarországi Kárpát-egyesület főtitkára volt. 1924–1927 között az észtországi Tartui Egyetem nyilvános rendes tanára és a Földrajzi Intézet igazgató-professzora volt. 1928-tól a József Műegyetem magántanára, 1930-tól címzetes nyilvános rendkívüli tanára volt. 1931-től a Szent István Akadémia tagja volt. 1934–1945 között a Fővárosi Pedagógiai Szeminárium igazgatója volt. 1945–1949 között a budapesti IV. kerületi Eötvös József Gimnázium ún. létszámfeletti igazgatójaként tevékenykedett.
Közlekedés- és településföldrajzzal, tengerkutatással foglalkozott, számos népszerű művet írt a tengerek és kikötők földrajzáról. A Tartui Egyetemen megszervezte a balti-tengeri oceanográfiai kutatásokat. Budapest városföldrajzával és a magyar földrajztudomány történetével is foglalkozott.

## Családja
Szülei: Haltenberger Péter és Kozák Zsófia (1845–1899) voltak. Haltenberger Samu (1875–1956) gépészmérnök öccse. 
Sírja a Farkasréti temetőben található (1-1-419/420).

## Művei
- Über Art u. Umfang d. Landverlustes u. Landzuwachses auf Hiddensee bei Rügen (1911)
- A világháború geográfiája (Budapest, 1915)
- Háborús vonatkozások a földrajz tanításában (1916)
- A tengerpartok morfológiája (1917)
- A study of the cartography development of Block Island (1917)
- Physical Geography of Block Island (1. rész, 1917)
- Leíró földrajz (Budapest, 1922)
- Gehört das Baltikum zu Ost-, Nord-,oder zu Mitteleuropa? (1925)
- Recent geographic work in Estonia (1925)
- Der Wirtschafts geografischer Charakter die Städte der Republik Eesti (1925)
- Czirbusz Géza és a magyar geográfia (1935)
- Budapest városföldrajza (Budapest, 1942)
- Budapest városföldrajzi képe (1943)
- Politikai világkép. Magyarország és a Föld mai 7 vezető nagyhatalma (1943)
- Kleine Geographie Ungarns (1944)
- Tengerészeti földrajz (Budapest, 1944)